# Groupe Ogeu
Pour les articles homonymes, voir SEMO.
Le Groupe Ogeu, ou Société des eaux minérales d'Ogeu (Semo), est une entreprise originaire de la ville béarnaise d'Ogeu-les-Bains qui commercialise, principalement en France, plusieurs marques d'eaux et de bières.

## Histoire
Le groupe tire son origine du centre thermal d'Ogeu et commence à embouteiller l'eau minérale gazeuse et de la limonade en 1820. Après la Seconde Guerre Mondiale, le groupe se développe industriellement et embouteille également de l'eau plate et en bouteilles plastiques. 
En 1998 il acquiert la source Beaupré et la Société d'exploitation des sources de Signes, situées à Signes dans le Var, qui produisent l'eau minérale de provence Sainte Baume, du nom du massif  présent sur cette commune (le massif de la Sainte-Baume). En juillet 2013, le groupe Ogeu se porte acquéreur auprès de Nestlé Waters de la source de Saint-Lambert (Île-de-France), qui produit l'eau Chevreuse. Six mois plus tard, c'est la source de Plancoët, dans les Côtes-d'Armor, et son usine d'embouteillage produisant les eaux Plancoët et Sainte-Alix, qui sont rachetées, toujours à Nestlé . En 2017, Ogeu acquiert également auprès de Nestlé le groupe Quézac, ainsi que l'eau de source Valécrin et son usine d'embouteillage en Isère.
En janvier 2019, le groupe Ogeu fait un don de 20.000 euros au Parc national des Écrins.

## Description
Le groupe Ogeu commercialise, principalement en France, plusieurs marques d'eaux, de softs et de bières. Le groupe emploie 150 personnes pour un chiffre d'affaires de 50 millions d'euros (2016).
En Béarn, le groupe produit et commercialise ses bouteilles sous le nom originel d'Ogeu, dans le Gévaudan il est propriétaire de la marque Quézac, en Provence : Ste-Baume, en Bretagne : Plancoët, en Île-de-France : Chevreuse.
Pour ce qui est de la bière, il produit une bière béarnaise sous le nom de Sarriat (avec un isard - sarrís en occitan béarnais et la mention dans la même langue : Hèit a casa - "Fait à la maison" -), en Gascogne une bière landaise : Hapchòt et une autre bayonnaise commercialisée sous un nom basque : Belharra.

## Gouvernance
Le groupe est présidé par Jean-Hervé Chassaigne, héritier d'une famille qui exploite Ogeu-les-Bains depuis 1820.